# HTPC

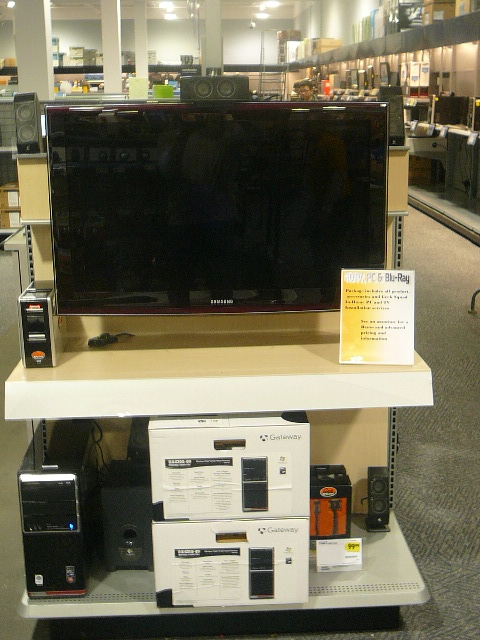
HTPC v obchodě s elektronikou

Home Theater Personal Computer (HTPC, někdy označováno jako Media Center PC) jsou počítače speciálně určeny pro multimediální aplikace (video, hudba atd.), které jsou schopny s přehledem nahradit jakékoli zařízení v obývacím pokoji (od rádia přes satelitní a TV přijímač až po DVD rekordér) a k tomu všemu přidat výhody PC (internet, hry, velký úložný prostor pro data). V případě že si HTPC pořídíte, dostanete náhradu za 90 % elektroniky v obývacím pokoji, které můžete ovládat pomocí jednoho přehledného ovladače (dálkový ovladač, bezdrátová klávesnice).

## Software
Do HTPC je nutné nainstalovat operační systém jako do klasického počítače, ale přizpůsobený ovládání dálkovým ovladačem. Je možné si vybrat mezi systémem od Microsoftu nebo zdarma dostupnou linuxovou distribucí.
Prvním systémem od společnosti Microsoft určený pro HTPC byly Windows XP Media Center Edition 2005, které vycházejí z Windows XP, ale přidávají navíc především aplikaci Media Center, jež se stará o komunikaci mezi vlastním operačním systémem a uživatelem. Tuto nástavbu však není nutné používat, vnitřně jsou Windows XP MCE normálním systémem a po ukončení aplikace Media Center nepoznáte žádný rozdíl. S příchodem Windows Vista se Microsoft rozhodl nevydávat systém určený výhradně pro HTPC, ale implementoval aplikaci Media Center do Windows Vista Home Premium a Windows Vista Ultimate.
Další možností je použít například linuxovou nástavbu MythTV nebo distribuci, která obsahuje již vše potřebné, v poslední době hlavně LinuxMCE. Další kvalitní volbou jsou multimediální centra postavená na Linuxu jako Kodi (XBMC) nebo Boxee.

## Hardware
HTPC využívá standardní počítačový hardware, ale s důrazem na nízkou hlučnost, malé rozměry a umístění naležato mezi ostatní elektronikou v obývacím pokoji.

### Procesor
HTPC nemusí nutně obsahovat vysoce výkonný procesor, většinou se důraz klade na spotřebu (a tím pádem i snazší chlazení).
HTPC je z podstaty multimediální, proto se v něm často prosazují APU procesory, které obsahují grafickou kartu. Mnoho lidí však používá HTPC jako „console killer“, tj. herní počítač pod televizí.

### Grafická karta
Ne všichni uživatelé HTPC se spokojí s grafickou kartou integrovanou na základní desce. Častým řešením je použití dedikované grafické karty od nVidia nebo AMD. Modely s pasivním chlazením jsou vhodnější, protože nehlučí. Také je možné použít APU, tom případě je nižší výkon ale i spotřeba, a chlazení je potom společné s procesorem.

### Televizní karta
Pro zpracování analogového nebo digitálního televizního vysílání je nutné vybavit HTPC televizním tunerem. Okolo roku 2010, v době přechodu na digitální televizní vysílání (DVB) převládaly hybridní televizní karty (které zvládaly jak digitální, tak analogové televizní vysílání), po roce 2015 pak karty pro digitální vysílání (jako hybridní jsou označovány karty umožňující příjem DVB-S, DVB-T i DVB-C).

### Dálkové ovládání
Pro pohodlné ovládání z křesla je HTPC vybaveno dálkovým ovladačem a bezdrátovou klávesnicí. Popřípadě jen speciální klávesnicí s multimediálními klávesami usnadňujícími ovládání media center a integrovaným zařízením pro ovládání kurzoru myši jak známe z notebooků.

### Zobrazovací zařízení
Jako zobrazovací zařízení se nejčastěji používá velkoplošné LCD nebo plazmová obrazovka. Připojení je realizováno pomocí D-Sub, DVI nebo nověji HDMI, které přenáší jedním kabelem obraz i zvuk.